# Katarina Taïkon
Œuvres principales
- Série Katitzi

Katarina Taïkon, née le 29 juillet 1932 à Örebro et morte le 30 décembre 1995 à Härjedalen, est une femme de lettres rom suédoise, auteure de littérature d'enfance et de jeunesse.

## Biographie
Fille de Johan Taikon et Agda Karlsson, Katarina Taïkon a pour sœur l'actrice et joaillière Rosa Taikon. Sa mère meurt lorsqu'elle a neuf mois. Dans son enfance, elle vivait dans des campements et n'a appris à lire et écrire qu'à l'adolescence.
Elle travaille d'abord comme actrice dans les années 1940 et 1950, trouvant de petits rôles au cinéma après avoir débuté dans le film Uppbreott de Arne Sucksdorff en 1948.
Elle a consacré sa vie à militer pour l'amélioration des conditions de vie des Tziganes dans son pays et dans le monde. Voyant que ses efforts n'aboutissaient pas, elle décide de travailler à la racine en changeant les préjugés sur les Tziganes. Elle écrit alors une série de romans pour la jeunesse inspirés de sa propre enfance, publiée entre 1969 et 1980. La série a du succès et devient une série télévisée suédoise en 1979.
En 1982, elle est victime d'une arrêt cardio-circulatoire. Son cœur est relancé par les infirmiers mais elle subit de graves lésions cérébrales et tombe dans le coma. Elle meurt en 1995 sans jamais avoir repris conscience. Elle est enterrée avec son frère au cimetière boisé de Stockholm.

## Filmographie
- 1949 : Singoalla de Christian-Jaque
- 1951 : Tull-Bom de Lars-Eric Kjellgren
- 1953 : Marianne d'Egil Holmsen
- 1953 : Åsa-Nisse på semester de Ragnar Frisk
- 1956 : Sceningång de Bengt Ekerot

## Œuvres

### SérieKatitzi
- Katitzi la Tzigane, Hachette Jeunesse, coll. « Bibliothèque rose », 1984 ((sv) Katitzi, 1969)
- Katitzi et son chien, Hachette Jeunesse, coll. « Bibliothèque rose », 1985 ((sv) Katitzi och Swing, 1970)
- Katitzi dans le nid de vipères, Hachette Jeunesse, coll. « Bibliothèque rose », 1985 ((sv) Katitzi i ormgropen, 1971)
- La Fugue de Katitzi, Hachette Jeunesse, coll. « Bibliothèque rose », 1986 ((sv) Katitzi rymmer, 1971)
- Katitzi a une amie, Hachette Jeunesse, coll. « Bibliothèque rose », 1986 ((sv) Katitzi, Rosa och Paul, 1972)
- Katitzi rit et pleure, Hachette Jeunesse, coll. « Bibliothèque rose », 1986 ((sv) Katitzi i Stockholm, 1973)
- (sv) Katitzi och Lump-Nicke, 1974
- (sv) Katitzi i skolan, 1975
- (sv) Katitzi Z-1234, 1976
- (sv) Katitzi barnbruden, 1977
- (sv) Katitzi på flykt, 1978
- (sv) Katitzi i Gamla sta'n, 1979
- (sv) Katitzi, det brinner, 1981
- (sv) Katitzi kommer hem, 1981

## Récompenses
- ABF:s litteratur- & konststipendium 1964 (avec Helge Åkerhielm)
- Litteraturfrämjandets 1969 et 1971